# Spokane (Missouri)
Spokane – jednostka osadnicza w Stanach Zjednoczonych, w stanie Missouri, w hrabstwie Christian.